# Frederik Lüttichau
Frederik von Lüttichau (født 18. marts 1962) er en dansk godsejer og foreningsmand.
Han er søn af godsejer, kammerherre og hofjægermester Flemming Lüttichau (1935-2011) og hofdame Lena Lüttichau. 
Han arvede det jyske gods Rohden ved Vejle som han i 2003 solgte til legoarvingen Anders Kirk Johansen for i stedet at erhverve det væsentligt større Søholt på Lolland. I 2003 erhvervede Lüttichau også Ulriksdal samt Engestofte. Sidstnævnte afhændede han i 2011.
Frederik Lüttichau er desuden aktiv i foreninger af landbrugsmæssig karakter, bl.a. præsident for Det Kongelige Danske Landhusholdningsselskab (siden 2005), medlem af primærbestyrelsen i Landbrug & Fødevarer og bestyrelsesmedlem Sektionen for Større Jordbrug. I 2013 blev han optaget i Kraks Blå Bog.
Han er gift med Christel Lüttichau, født Heering, som er datter af dronningens nære veninde Susanne Heering og Peter Heering.